# Moosberg (Reinhardswald)
Der Moosberg nahe Wülmersen im nordhessischen Landkreis Kassel ist ein 185 m ü. NHN hoher Südwestausläufer des Steinkopfs im Reinhardswald im Gutsbezirk Reinhardswald.

## Geographie

### Lage
Der Moosberg erhebt sich im Nordwestteil des Gutsbezirks Reinhardswald. Sein Gipfel liegt 2,2 km südwestlich des Steinkopfgipfels, 3 km nordnordöstlich des Ortskerns von Trendelburg sowie 1,6 km südöstlich von Wülmersen, 2,5 km ostnordöstlich von Deisel, 2,7 km nordnordwestlich von Friedrichsfeld und 4,3 km (jeweils Luftlinie) nordwestlich von Gottsbüren; alle vier sind Trendelburger Ortsteile. Südwestlich um den bewaldeten Moosberg herum verläuft eine Bachschleife der Holzape, die beim nahen Wülmersen in die Diemel mündet. Jenseits der Holzape liegen im Südwesten der Brautstein (209,4 m) und im Nordwesten am Ausgang des Bachtals die Assaburg (163,5 m). Östlich des Moosberggipfels erstreckt sich eine kleine Lichtung mit Grasbewuchs.

### Naturräumliche Zuordnung
Der Moosberg gehört in der naturräumlichen Haupteinheitengruppe Weser-Leine-Bergland (Nr. 37) und in der Haupteinheit Solling, Bramwald und Reinhardswald (370) zur Untereinheit Reinhardswald (370.4). Seine Landschaft fällt etwa nach Nordwesten in die zur Haupteinheitengruppe Westhessisches Bergland (34) und zur Haupteinheit Westhessische Senke (343) gehörende Untereinheit Hofgeismarer Rötsenke (343.4) ab.

## Schutzgebiete
An den Moosberg schmiegen sich im Holzapetal Teile des Naturschutzgebiets (NSG) Holzapetal (CDDA-Nr. 81924; 1980 ausgewiesen; 89 ha groß). Das NSG ist Teil des Fauna-Flora-Habitat-Gebiets Holzapetal (FFH-Nr. 4422-350; 2,54 km²). In gleicher Tallage befinden sich auch Teile des Landschaftsschutzgebiets Landschaftsbestandteile und Landschaftsteile im Kreis Hofgeismar (CDDA-Nr. 378519; 1938; 28,42 km²).

## Verkehr und Wandern
Etwas nordwestlich vorbei am Moosberg verläuft nahe Wülmersen die Bundesstraße 83, von der als die Diemel überquerende Stichstraße die Kreisstraße 74 südostwärts in die kleine Ortschaft mit dem Wasserschloss Wülmersen führt. Zum Beispiel am Ende dieser Straße beginnend kann die Erhebung auf zumeist Waldwegen und -pfaden erwandert werden. Jeweils etwa in Nord-Süd-Richtung verlaufen östlich vorbei am Moosberg der Wanderweg Reinhardswald-Westweg sowie westlich vorbei durch Wülmersen im Diemeltal ein gemeinsamer Abschnitt von Märchenlandweg und Diemelradweg.